# Dante Pagez
Dante Alan Pagez (Morón, 12 de abril de 1999) es un emprendedor, productor discográfico, relacionista público y docente universitario argentino, reconocido por su trabajo con artistas como Lautaro López, Nissa, Valentín Reigada, Phontana, Joaqo y Federico Iván. En 2021 organizó la primera edición de los premios Latin Plug en Argentina y fue seleccionado para representar a su país en Silicon Valley, en una beca internacional para jóvenes emprendedores.
Desde 2023 se desempeña como A&R Manager en Warner Chappell Music Inc. Ese mismo año participó en el TrepCamp Entrepreneurial Simulator que tuvo lugar en la ciudad de Nueva York.

## Biografía

### Primeros años y estudios
Pagez nació en Morón, Buenos Aires en 1999. Inicialmente se desempeñó como jugador de baloncesto en las divisiones inferiores del Club Deportivo Morón y en el Club Argentino de Castelar, pero decidió no continuar una carrera en el deporte. Más adelante ingresó como becado en la Universidad Nacional de La Matanza, donde cursó una Licenciatura en Relaciones Públicas. Como alumno, participó en tres Olimpiadas Nacionales de Relaciones Públicas, una Olimpiada Universitaria de Oratoria y en un proyecto de investigación Vincular, con el respaldo del Consejo Nacional de Investigaciones Científicas y Técnicas (CONICET).

### Carrera
Luego de emprender algunos negocios, se asoció con el productor discográfico y artista Federico Iván Mitteröder, con quien se encargó de posicionar el sello discográfico y estudio de grabación FIM Records. Actualmente, el sello acumula más de cien títulos producidos y editados con artistas como Paulo Londra, Papichamp, Lautaro López, Nissa, Valentín Reigada y Lil Cake, entre otros. 
En FIM Records se profesionalizó como mánager musical en la Cámara de Comercio de Bogotá y asumió la representación artística de Lautaro López, Valentín Reigada, Federico Iván y Nissa. También se encargó de gestionar presentaciones para Nissa, y de producir ejecutivamente el sencillo «Odio amarte» de Lautaro López, el cual finalizó el año 2020 en la primera posición de tendencias de YouTube en Argentina y en la séptima ubicación a nivel mundial. La canción logró además posicionarse en la lista de éxitos Top 100 Songs en su país, llegando a la decimocuarta posición el 24 de diciembre de ese mismo año.
En enero de 2021 fue contactado por el empresario colombiano Mauricio Vega para convertirse en productor y asesor en relaciones públicas de la primera edición de los Premios Latin Plug Argentina, donde seleccionó a personalidades emergentes del ámbito musical y artístico para participar en el evento. Tras su labor en el certamen, Pagez asumió el cargo como Project Manager en la compañía internacional ONErpm para la región del Cono Sur.
Ese mismo año fue reconocido por la Universidad Nacional de La Matanza y por medios nacionales al ser el único en su país en obtener una beca para formar parte del TrepCamp Entrepreneurial Simulator en Silicon Valley, California, un programa de capacitación en innovación y emprendedurismo.
Fue el encargado de entregar un reconocimiento al licenciado Daniel Martínez, rector de la Universidad de La Matanza, por «el comprometido trabajo por la educación en el distrito de La Matanza y la región Oeste». Posteriormente, Pagez comenzó a ejercer como docente universitario de la Licenciatura en Relaciones Públicas en la mencionada universidad.
A principios de 2022 se convirtió en el representante artístico del productor musical Phontana y del rapero Joaqo, quien colaboró con Paulo Londra en la canción «Cansado».

### Actualidad
En el año 2023, Pagez comenzó a ejercer como A&R Manager en Warner Chappell Music Inc., la editorial musical y subsidiaria de Warner Music Group.  Ese mismo año se capacitó en las instalaciones de la Universidad de Nueva York y en el Marymount Manhattan College, y participó en el TrepCamp Entrepreneurial Simulator con un proyecto de start-up que busca eliminar la violencia y el acoso en las escuelas.

## Premios y reconocimientos
| Año  | Evento y organización | Categoría                 | Resultado | Ref.  |
| ---- | --------------------- | ------------------------- | --------- | ----- |
| 2023 | TrepCamp              | Entrepreneurial Simulator | Ganador   | [ 6 ] |